# Primulina renifolia
Primulina renifolia là một loài thực vật có hoa trong họ Tai voi. Loài này được D. Fang & D.H. Qin mô tả khoa học đầu tiên năm 2004 dưới danh pháp Wentsaiboea renifolia. Năm 2011, J.M.Li & Y.Z.Wang chuyển nó sang chi Primulina.